# Красно село (район)
 Тази статия е за района на Столична община.  За едноименния квартал на град София вижте Красно село.  
„Красно село“ е един от 24-те административни района на Столична община. Булевардите „Македония“, „Тотлебен“ (Генерал Едуард Тотлебен) и „Цар Борис III“ са основна транспортна ос от центъра на града (площад „Македония“) на югозапад към Перник, Радомир, Дупница, Кюстендил, Сандански, Благоевград, Петрич, Разлог, Банско, Гоце Делчев, Гърция, РС Македония. Бившето име на района е „Кирковски районен народен съвет“, използвано по време на социализма. Към 15 юни 2023 г., в района живеят 87 142 души по настоящ адрес и 92 299 души по постоянен адрес.
Район Красно село включва следните квартали: част от Център (около пл. „Македония“ и пл. „Руски паметник“), Красно село, Борово, Белите брези, Хиподрума, Крива река, Славия и Лагера, както и Научно-производствена зона Средец (НПЗ Средец).
Граници на района:
- на изток, североизток – бул. „България“, бул. „Академик Иван Евстратиев Гешов“, бул. „Свети Георги Софийски“, бул. „Прага“, бул. „Христо Ботев“
- на север – ул. „Позитано“, ул. „Марко Балабанов“, ул. „Добруджански край“, ж.к. „Сердика“, ж.к. „Красна поляна 3“
- на запад – бул. „Никола Мушанов“, ул. „Житница“, Владайската река
- на юг – бул. „Овча купел“, бул. „Тодор Каблешков“

На територията на район „Красно село“ се намират парковете „Славия“, „Хиподрума“ и „Лагера“. Заедно с градинките за широко обществено ползване (около 55 дка) зелената площ в района е 1860 дка. Тук са стадион „Славия“ – футболно игрище с трубуни и козирка и лекоатлетическа писта; комплекс „Славия“ – хотел, зали за вдигане на тежести, бокс, волейбол/баскетбол, фитнес; конна база „Хан Аспарух“. В кварталите са изградени спортни площадки за обществено ползване – 4 баскетболни и 5 футболни игрища.
На теритторията на района се намират МБАЛСМ „Пирогов“, Факултетска болница по ендокринология и геронтология, Болница на МВР, Център по репродуктивна медицина, Клиника за пластична и естетична хирургия. В район Красно село има 16 детски заведения – 3 ОДЗ, 10 ЦДГ, 1 детска ясла, 1 дом за отглеждане на деца лишени от родителска грижа, 1 частна детска градина. Има 12 училища: 8 общински (3 основни, 4 СОУ, 1 гимназия) и 4 частни гимназии.
Акцент, не само за района, а и за София е Общински културен институт „Красно село“ (по-добре известен с названието Културен дом „Красно село“), който е разположен в парк „Хиподрума“. Освен това в кварталите фунционират 4 читалища. Устройва се пето читалище. Има изградени 5 православни храма и един католически.
Има два общински пазара – „Красно село“ и „Борово“. „Красно село“ е втори по големина пазар в София. Изградени са и три частни пазара – „Милениум“, „Ситиком“ и „Дебър“. Има хипермаркет „Билла“; магазини от веригите „Фантастико“ и „Т Маркет“, „Кауфланд“ и „Лидл“; сладкарници от веригата „Лучано“, "Неделя"; пицарии от веригите „Дон Вито“, „Ветрило“.
По-важни държавни институции на територията на района са: Министерство на земеделието и горите, Изп. агенция „Пътища“ /бивше ГУП/, ДНСК – Дирекция за национален строителен контрол, Комплекс на Министерство на отбраната, бившият Комплекс на д.ф. „Строителство и възстановяване“ /бивше ГУСВ/ сега СРС (Софийски Районен съд), Национална разузнавателна служба, СДВР и 06-о РПУ. Важни стопански предприятия и фирми са БТК, завод за ремонт и производство на трамваи „Трамкар“, „Топлофикация-София“ АД, ТЦ „Земляне“, Трансимпекс, Автомотор корпорация, Балкантон.

## Квартали
- Белите брези (Карта)
- Борово (Карта)
- Бъкстон (Карта) – малка част
- Красно село (Карта)
- Крива река (Карта)
- Лагера (Карта)
- Славия (Карта)
- Средец (промишлена зона) (Карта)
- Хиподрума (Карта)
- Център на София (Карта) – малка част

## Администрация и управление
Кмет на района е Цвета Николаева.
Адрес: София 1612, бул. "Цар Борис III" № 124; номератор: 895 1100; факс: 895 1172; е-mail: office@krasnoselo.net

### Кметове
| Име                 | Дати                              | Партия                                                          | Бележки                                         |
| ------------------- | --------------------------------- | --------------------------------------------------------------- | ----------------------------------------------- |
| Цвета Николаева     | 13 ноември 2023 –                 | Спаси София                                                     |                                                 |
| арх. Румен Русев    | 27 април 2023 – 13 ноември 2023   |                                                                 | Избран на заседание на СОС от 27 април 2023 г.  |
| Николай Веселинов   | 1 март 2023 – 27 април 2023       |                                                                 | Изпълняващ длъжността кмет на район Красно село |
| Росина Станиславова | 12 ноември 2019 – 1 март 2023     | ДБ (до 24 февруари 2021 г.) независима (от 24 февруари 2021 г.) | С прекратени правомощия от 1 март 2023 г.       |
| Христо Апостолов    | 12 ноември 2015 – 12 ноември 2019 | Реформаторски блок                                              |                                                 |
| Пламен Църноречки   | 26 април 2011 – 12 ноември 2015   | ГЕРБ                                                            |                                                 |
| Пламен Църноречки   | 10 април 2008 – 26 април 2011     | ГЕРБ                                                            |                                                 |
| Пламен Църноречки   | 5 ноември 2007 – 10 април 2008    |                                                                 |                                                 |
| Стефанка Маркова    | 22 ноември 2003 – 5 ноември 2007  |                                                                 |                                                 |
| Лора Загорова       | 1997? – 22 ноември 2003           | СДС                                                             |                                                 |

## Население
Според данни на ГД „ГРАО“, Красно село е дом на 86 838 души през 2022 г. като 91 860 от тях са регистрирани с постоянно местожителство в общината.
Постоянните местожители на общината са разпределени в кварталите както следва (към 2009 г.):
| Квартал                                                                    | Регистрирани постоянно живеещи граждани (брой) |
| -------------------------------------------------------------------------- | ---------------------------------------------- |
| ж.к. „Хиподрума“                                                           | 10 174                                         |
| ж.к. „Бели брези“                                                          | 4476                                           |
| ж.к. „Лагера“                                                              | 7927                                           |
| ж.к. „Славия“                                                              | 2189                                           |
| ж.к. „Бъкстон“                                                             | 1765                                           |
| ж.к. „Красно село“                                                         | 13 562                                         |
| ж.к. „Красно село“ – кв. „Борово“                                          | 9773                                           |
| Живущи извън жилищните комплекси според класификатора на адресите в района | 37 136                                         |

### Етнически състав
Преброяване на населението през 2011 г.
Численост и дял на етническите групи според преброяването на населението през 2011 г.:
|                     | Численост | Дял (в %) |
| Общо                | 83 552    | 100.00    |
| Българи             | 76 692    | 91.78     |
| Турци               | 267       | 0.31      |
| Цигани              | 43        | 0.05      |
| Други               | 797       | 0.95      |
| Не се самоопределят | 521       | 0.62      |
| Неотговорили        | 5232      | 6.26      |